# Abraham Wuchters
Abraham Wuchters (født 1608 i Antwerpen, død 23. maj 1682 i Sorø) var en dansk maler af nederlandsk oprindelse. 
I 1638 blev han ansat som tegnelærer på Sorø Akademi, og året efter blev han kaldt til København som personlig tegnelærer for kong Christian 4.. Abraham Wuchters blev meget anerkendt, både i Danmark og i Tyskland for sine portrætter af kongen og hans familie. I 1645 flyttede Wuchters ind på Københavns Slot, hvor han boede til sin død.
Wuchters fik arbejde ved hoffet og blev kongelig kobberstikker, og det var hans arbejder, der viste den nye konges ansigt på portrætterne. På Rosenborg Slot findes der stadig mange af hans skulpturer og malerier. Bl.a. hænger der et loftmaleri af dronning Sophie Amalie fra 1658, hvor hun fremstilles som Hera, de græske guder og gudinders mor.

## Billeder
| - Kvindeportrætter af Abraham Wuchters - Kristina af Sverige (1626-89) Maleri fra 1661 - Charlotte Amalie, Christian 5.'s dronning Ml. 1625 og 1682 - Ulrikke Eleonore af Danmark Ca. 1685 - Christiane Sehested, grevinde af Slesvig og Holsten, datter af Christian 4. - Prinsesse af Braunschweig-Lüneburg, dronning af Danmark |

| - Mandsportrætter af Abraham Wuchters - Ulrik Christian Gyldenløve 1645 - Christian 4. 1638 - Frederik 3. Ml. 1625 og 1682 - Christian 5. ca. 1675 - Christian 5. Ml. 1625 og 1682 |